# Engraulicypris spinifer
Engraulicypris spinifer é uma espécie de peixe actinopterígeo da família Cyprinidae.
Pode ser encontrada nos seguintes países: Burundi e Tanzânia.
Os seus habitats naturais são: rios, rios intermitentes, lagos de água doce, marismas de água doce e deltas interiores.
Está ameaçada por perda de habitat.